# Paweł Kubina
Paweł Kubina (ur. 24 października 1888 roku w Łaskarzówce (dzisiaj Rudno) zm. 4 stycznia 1941 w obozie Mauthausen (KL)) – polski działacz niepodległościowy, uczestnik Powstań Śląskich.

## Życiorys

### Życie prywatne
Paweł Kubina urodził się w Piellahütte/Łaskarzówce (dziś część wsi Rudno, w gminie Rudziniec w powiecie gliwickim), w domu w rodzinie Jana i Marii z d. Migas. Ukończył 8-klasową szkołę ludową i rozpoczął pracę w leśnictwie, a w wieku 16 lat przeniósł się do pracy w przemyśle górniczo-hutniczym, gdzie pracował do 1925 roku. Przez 2 lata był bezrobotny. Otrzymał pracę na kolei i przeniósł się do Nowej Wsi (dzisiejszy Wirek) gdzie ożenił się z Florentyną z domu Nowara.
Przerwał pracę zawodową w czasie Powstań Śląskich i w pełni zaangażował się w działalność propolską. Po zakończeniu III Powstania Śląskiego wrócił do pracy zawodowej, ale nadal uczestniczył w ruchu narodowym i brał udział w życiu politycznym angażując się w wybory do Sejmu i Sejmiku Województwa Śląskiego. Pełnił funkcję m.in. Komendanta Związku Peowiaków w Nowej Wsi oraz członka zarządu Związku Powstańców Śląskich. Działał też w Generalnej Federacji Pracy.
W 1939 r. po w kroczeniu Niemiec do Polski został aresztowany i osadzony w kwietniu 1940 roku w obozie koncentracyjnym w Dachau. We wrześniu został przeniesiony do obozu w Mauthausen, gdzie zmarł 4 stycznia 1941 roku.

### Działalność propolska
W 1911 roku wstąpił do Zjednoczenia Zawodowego Polskiego oraz Towarzystwa Śpiewu „Harmonja”, którego liderem był Piotr Niedurny. W 1919 roku został członkiem Polskiej Organizacji Wojskowej Górnego Śląska, do której należał do 5 lipca 1921 roku. Brał udział we wszystkich trzech Powstaniach Śląskich, a także w akcji plebiscytowej. W czasie I Powstania Śląskiego działał w Nowej Wsi, czyli dzisiejszym Wirku. W II Powstaniu Śląskim służył w stopniu kaprala i brał udział w działaniach m.in. w okolicach Huty „Laura” w Siemianowicach.
Podczas przygotowań do Plebiscytu został wysłany przez Powiatowy Komitet Plebiscytowy do powiatu kozielskiego w celach ochrony polskich wieców i zgromadzeń przebywających tam Polaków. W czasie swojej działalności w miejscowościach Ostrożnica i Polska Cerkiew został dotkliwie pobity przez niemieckie bandy, skutkiem czego do końca życia cierpiał na bóle głowy i zaniki pamięci. W dniu głosowania, 20 marca 1921 roku, był mężem zaufania w jednym z lokali plebiscytowych, jak również miał zadanie dozorować inne lokale wyborcze.
W III Powstaniu brał aktywny udział początkowo w Nowej Wsi, a po rozbrojeniu niemieckich żandarmów i Policji w dzisiejszym Wirku został wybrany na komendanta załogi walcowni cynku i funkcję tę pełnił do zakończenia Powstania w randze plutonowego.

## Odznaczenia
- Gwiazda Górnośląska
- Krzyż na Śląskiej Wstędze Waleczności i Zasługi
- Medal Dziesięciolecia Odzyskanej Niepodległości
- Medal Niepodległości podwyższonym w 1937 do rangi Krzyża Niepodległości[1][2]

## Upamiętnienie
Jest patronem jednej z ulic w Rudzie Śląskiej. Na tej samej ulicy znajduje się tablica upamiętniająca Pawła Kubinę.